# Phaulernis rebeliella
Phaulernis rebeliella is een vlinder uit de familie borstelmotten (Epermeniidae). De wetenschappelijke naam is voor het eerst geldig gepubliceerd in 1966 door Gaedike.
De soort komt voor in Europa.